# Hurtado (apellido)
El apellido Hurtado tiene varias teorías de origen. Una de las más extendidas es la que señala que desciende de Doña Urraca (Reina de León), madre de Fernando Hurtado, que fue el primero en usarlo; su hija, Leonor Hurtado, se casó con Diego López de Mendoza, originando así la Casa Hurtado de Mendoza. 
La posible explicación se le atribuye a la historia de los amores ocultos de la Infanta Doña Urraca (hija de Alfonso VI), centrándose en el nacimiento de un niño, que por permanecer escondido durante mucho tiempo recibió el nombre de “el Hurtado”. 

## Extensión geográfica
El apellido Hurtado está muy extendido por toda la península, sobre todo en las provincias del sur. En España hay alrededor de 26 346 personas censadas con el apellido Hurtado y aproximadamente 28 817 que llevan este apellido en 52 provincias y ciudades autónomas. Todo esto hace que Hurtado sea el 189.º apellido más frecuente en España.
En Chile también una rama española llegó a Cauquenes y se ramificó a Chanco y Talca , en familias numerosas latifundistas y profesionales de la época. SE tiene documentación de los Hurtado Barcelo hacia 1776 -1790
El mayor número de apariciones se da en Madrid: 3756. Otras provincias con abundantes apariciones son Barcelona (2 949), Alicante (1891), Sevilla (1872), Murcia (1671), Valencia (1547), Málaga (1223), Badajoz (1182), Vizcaya (935), así como Granada (862).

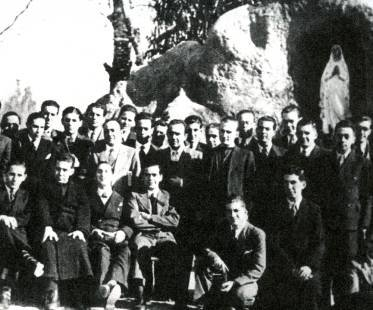
Miembros de la Familia Hurtado en Francia en una congregación católica

## Apellido Hurtado en América del Sur
El apellido Hurtado tiene una breve historia en América del Sur llegaron en la época de la conquista Española; se establecieron en la Capitanía General de Venezuela y en tiempos de independencia del Imperio Español se opusieron a los movimientos independentista apoyaron a las fuerzas realistas aunque el apellido Hurtado tiempo después decidió apoyar a los movimientos independentistas y antiesclavistas en la actual Venezuela. En España este apellido estuvo muy presente en la reconquista frente a los musulmanes.
En Chile, el apellido Hurtado se destaca en personajes como san Alberto Hurtado Cruchaga y Eugenio Matte Hurtado. Actualmente, figura en el grupo económico Hurtado Vicuña, conglomerado valorizado en más de 2.000 millones de dólares.
En Ecuador el apellido Hurtado ha aparecido en políticos de diferentes tendencias desde la derecha, con Oswaldo Hurtado, hasta la izquierda con Jaime Hurtado y Lenin Hurtado. Un destacado militar alfarista de nombre Enrique Trajano Hurtado fue gobernador de la provincia de Oriente en Ecuador en el Gobierno de Eloy Alfaro, su rama familiar se estableció en la ciudad de Quito y Tena.